# Weesen

Luftbild aus 100 m von Walter Mittelholzer (1923)

Weesen ist eine politische Gemeinde im Kanton St. Gallen. Sie liegt im Wahlkreis See-Gaster am Westufer des Walensees am Linthkanal.

## Geographie
Das Gemeindegebiet reicht nach Westen fast bis Ziegelbrücke, der östliche Ortsteil Fli gehört aber schon zur Gemeinde Amden.

## Geschichte

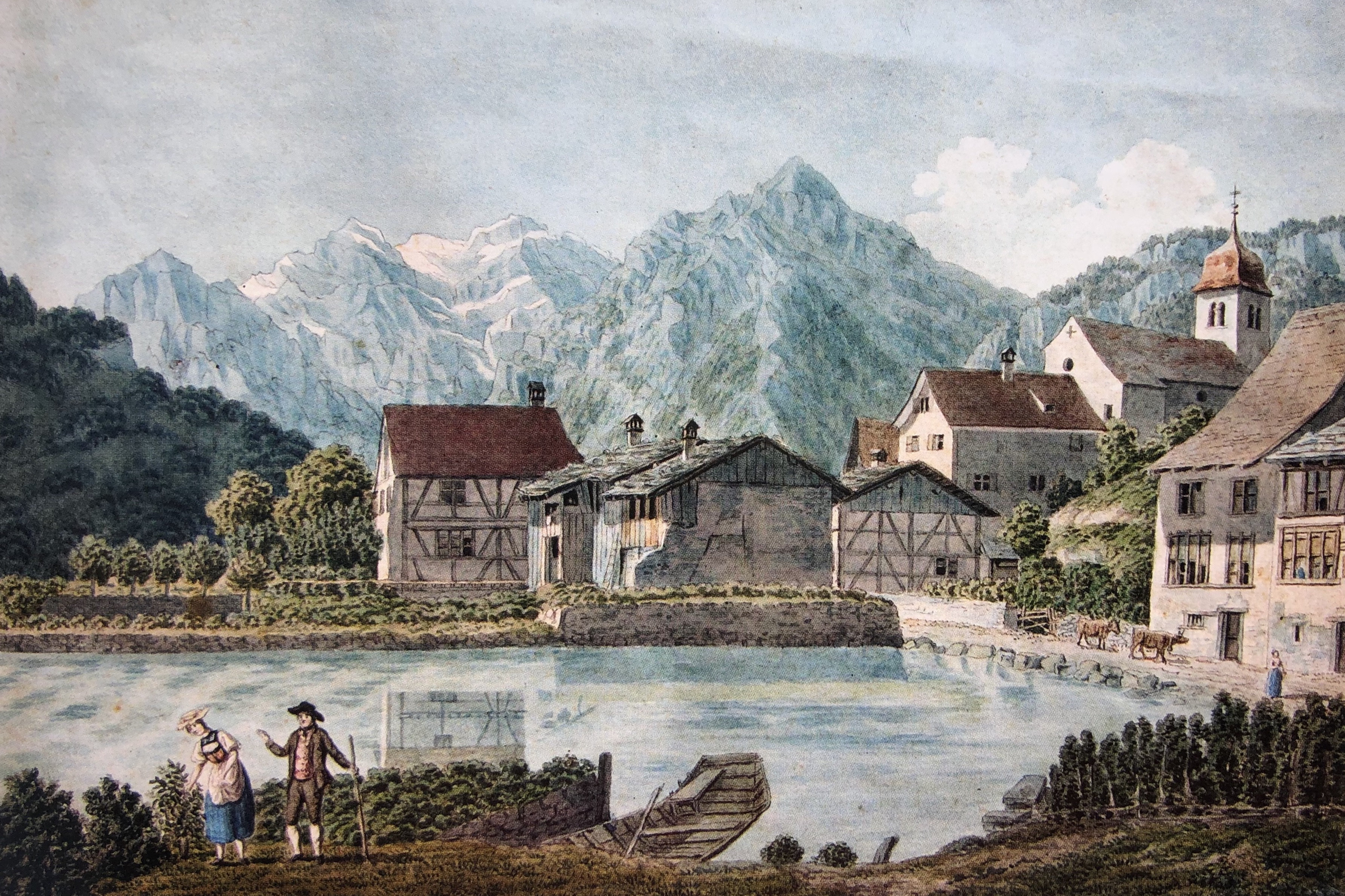
Der Bereich der 2003 neu bebauten Parzelle vor der Städtligasse am Walensee

Auf dem heutigen Gemeindegebiet befinden sich mehrere alte Siedlungen. Im Osten der ehemalige Hof Oberweesen in der Ebene Autis oder Othis mit der katholischen Pfarrkirche St. Martin, entlang des Hügels «Gmähl» der ehemalige Flecken Weesen mit dem Hafen, dem Dominikanerinnen-Kloster «Maria Zuflucht» und den Siedlungskernen Bühl, Widen, im Dorf und Lochbrunnen sowie im Westen bis 1388 die Stadt Niederweesen am Flussauslauf der Maag aus dem Walensee. Die Brückensiedlung Biäsche lag ursprünglich auf der linken Seite der Maag und gehörte damit zum Kanton Glarus. Die Erscheinung der ganzen Gemeinde wurde durch die Linthkorrektion 1807–1823 markant verändert. Der Fluss Maag verlor seine Funktion als Verbindung zwischen Walensee und Linth und wurde durch den Linthkanal ersetzt, der Walensee und Zürichsee verbindet und ein grösseres Stück Land südwestlich des alten Fleckens dem Gemeindegebiet zuschlug. Der Seespiegel des Walensee wurde ca. 5 m gesenkt, wodurch zwischen dem alten Flecken Weesen und dem See eine breite Uferzone mit neuem Land entstand und so die alten Siedlungskerne ihre ursprüngliche Uferlage einbüssten.
Die frühesten archäologischen Funde auf dem Gemeindegebiet stammen aus der Latènezeit. In der Zeit der römischen Herrschaft entstand vermutlich eine Dauersiedlung. 1962 wurden Reste eines gallorömischen Tempels auf Hüttenböschen entdeckt, einem Hügel auf der linken Seite des Linthkanals, der früher eine Insel im See bildete. Im 6. Jahrhundert begann die Besiedlung durch die Alemannen und die Germanisierung der ursprünglichen Bevölkerung und der Flurnamen, die aber zum Teil romanische Ursprünge erkennen lassen. Weesen gehörte jedoch noch zu Churrätien und blieb auch bis 1823/47 in kirchlichen Belangen dem Bistum Chur unterstellt. Im rätischen Reichsurbar von 824/43 ist erstmals schriftlich die Existenz einer Basilika und eines Hafens belegt, die dem Kloster Pfäfers gehörten; urkundlich erwähnt wird der Name Weesen aber erstmals am 28. August 1232 in einem Dokument, das einen Tauschhandel des Klosters mit Angehörigen der Adelsgeschlechter der Kyburger und Rapperswiler in «Oberwesin» und «Niderwesin» festhält. Die Rapperswiler gründeten 1259 das Frauenkloster.
Im Mittelalter gehörten Ober- und Niederweesen zuerst unterschiedlichen Adelsgeschlechtern und Klöstern, bis 1283 die Habsburger beide Höfe durch Erbschaften vereinigten und ihrer Vogtei Windegg unterstellten. Niederweesen wurde zum Zoll- und Umschlagplatz sowie Brückenkopf über den Fluss Maag ausgebaut und erhielt eine Ummauerung. Ab 1288 wird der Ort in Urkunden als Stadt bezeichnet. Die Habsburger privilegierten ihre Gründung mit Steuerfreiheit (1370), Wahlrecht (1379) und niederer Gerichtsbarkeit. Nach dem Bündnis des Landes Glarus mit der Eidgenossenschaft 1352 stieg die strategische Bedeutung Weesens für die Habsburger noch, da es nun den Ausgang aus dem Glarnerland sperrte und gleichzeitig den Ost-West-Verkehr von Walenstadt nach Rapperswil und Zürich über den Wasserweg Walensee-Maag-Linth kontrollierte. Nach der Schlacht bei Sempach 1386 besetzten die Eidgenossen die Stadt und zwangen die Einwohner zur Huldigung. 1388 öffneten die Einwohner der Überlieferung zufolge jedoch Truppen des österreichischen Herzogs Albrecht III. von Habsburg heimlich die Stadttore, so dass es in der Nacht vom 21. zum 22. Februar zur «Mordnacht von Weesen» kam, in der ein grosser Teil der eidgenössischen Besatzung getötet wurde. Nach der Niederlage des Herzogs bei Näfels am 9. April 1388 zerstörten die Glarner und Eidgenossen als Racheakt die habsburgische Stadt und setzten im Friedensschluss 1394 durch, dass die Stadt nicht wieder aufgebaut werden durfte. Auf dem Areal der alten Stadt wurde 1838 mit dem Bau des Schulhauses erstmals wieder gebaut. Heute ist das ganze Areal überbaut.
1993–1994 fanden im Bereich der Ziegelbrücke-, Wismet- und Höfenstrasse umfangreiche Grabungen statt. Auf 60 m Länge konnten die 1,5 m starke und teilweise noch 1,6 m hoch erhaltene Stadtmauer und der Graben von 8 m Breite und 5 m Tiefe festgestellt werden. An die Mauer waren mehrere Gebäude angebaut. Auf dem ganzen Areal lag eine dicke Brandschicht, welche verkohlte Balken, Steine, Mörtel und zahlreiche Kleinfunde enthielt. Weitere Grabungen fanden auf dem Speerplatz anlässlich des Baues einer Wasserleitung im Mai 2008 statt. Gefunden wurden gut erhaltene Grundmauern und Böden von drei angeschnittenen Gebäuden mit stabilen Mauern, die dicht an der ehemaligen Stadtmauer standen. In einem Haus fanden sich Reste eines Kachelofens. Die Fundstelle lag nur einen halben Meter unter dem Asphalt.
An der Stelle der Stadt in Niederweesen entstand beim Kloster eine dörfliche Siedlung, der die Herzöge von Österreich 1399 das Recht für einen Wochenmarkt zusprachen. Nach einer kurzzeitigen Verpfändung an die Grafen von Toggenburg 1406–1436 kam Weesen zusammen mit der Vogtei Windegg 1438 als Pfand an die eidgenössischen Kantone Glarus und Schwyz. 1474 eignete sich Glarus den Zoll und die Schifffahrtsrechte von Weesen an. 1529 schloss sich Weesen der Reformation an, musste aber nach den Kappelerkriegen 1531 den katholischen Glauben wieder einführen und verlor seine politische Autonomie bis 1564. In der Zeit der Herrschaft von Glarus und Schwyz residierte in Weesen ein Untervogt, der den Landvogt von Gaster vertrat und meistens einheimischen Bürgerfamilien entstammte. 1660–1749 war dies immer ein Angehöriger der ursprünglich aus Schwyz stammenden Familie Betschart, die auf dem Schloss Halde residierte. Obwohl die Siedlung politisch und wirtschaftlich gegenüber der habsburgischen Zeit an Bedeutung einbüsste, blieb Weesen ein wichtiger Umschlagplatz für Waren für den Kanton Glarus sowie als Station für den Durchgangsverkehr. Erst im 18. Jahrhundert setzte ein starker Niedergang ein, weil der steigende Seespiegel des Walensee wegen des Rückstaus der Maag durch die Linth ständige Überschwemmungen verursachte. Erst die Eröffnung des Linthkanals 1816 und die Senkung des Seespiegels bewirkten eine Trendwende.
Im 19. Jahrhundert stieg die Bedeutung Weesens zuerst wieder durch die Einrichtung eines regelmässigen Dampfschiffverkehrs 1837, und Weesen wurde ein Touristenziel. 1848 setzte der Niedergang des Schiffsverkehrs ein, weil die Strasse über den Kerenzerberg eröffnet wurde und damit eine Landverbindung nach Chur bestand. 1859 erhielt Weesen einen Bahnanschluss nach Rapperswil durch die Vereinigte Schweizerbahnen und Näfels durch die Schweizerische Nordostbahn. Der Anschluss nach Näfels wurde 1918 stillgelegt und 1938 abgebrochen. 1969 wurde die «Weesener Schleife» begradigt und der Bahnhof Weesen auf die linke Seite der Linth ins Gemeindegebiet von Mollis verlegt.
1945 verbrachte Marschall Pétain, das ehemalige Staatsoberhaupt von Vichy-Frankreich, kurze Zeit in Weesen, bevor er aus der Schweiz nach Frankreich ausreiste.
Auf dem Gebiet der Gemeinde Weesen standen der Überlieferung zufolge drei Burgen:
- Die «Burg Bühl» war der Sitz der Amtleute von Meran und stand auf dem Hügel, auf dem heute die Heiligkreuzkirche steht. Sie wurde 1294 und 1354 erwähnt und wurde wohl auch 1388 zerstört.
- Die «Burg Chapfenberg» stand nordöstlich von Weesen. Hier residierten wahrscheinlich Dienstleute der Kyburger. Sie wurde vielleicht 1388 zerstört. Noch im 19. Jahrhundert waren Reste der Burg sichtbar, heute sind keine Spuren mehr zu erkennen. Aus einer Vorburg ging später das «Schloss Halde» hervor, das seit dem 15. Jahrhundert Sitz der Untervögte von Glarus und Schwyz war. Um 1830 in das Schlosshotel Mariahalden umgebaut.
- Die «Weesenburg» stand auf einer Insel in der Maag am Ausfluss des Walensees und sicherte die Brücke von der Stadt Weesen nach Glarus. In dieser Burg, auch als «Zwingmüli» bezeichnet, residierte zeitweise der Vogt des Amtes Glarus. 1386 wurde sie von den Eidgenossen geschleift.

Zwei weitere Burgen bzw. Adelssitze sind weder urkundlich noch archäologisch nachgewiesen. Die «Meldburg» lag angeblich auf dem Hügel Gmähl und das Schlösschen Othis bei der Pfarrkirche St. Martin.

## Klima
Weesen besitzt aufgrund seiner geschützten Lage ein ausgesprochen mildes Klima; die Jahresmitteltemperatur beträgt rund 11,3 °C und ist milder als Walenstadt. Daher gedeihen hier Pflanzenarten wie verschiedene Palmen, Feigen-, Zitronenbäume und Kiwis. Auf mehreren Rebhängen wird guter Wein produziert, der von den zahlreichen Sonnenstunden und wenigen Eistagen profitiert. Weesen erreicht nicht das fast mediterrane Klima von Quinten, erinnert aber durch sein Erscheinungsbild und dem südländischen Ambiente an ein Tessiner Dorf. Es ist nach Quinten der wärmste Ort am Walensee.

## Wappen
Blasonierung:
In Silber ein roter Schrägbalken, begleitet von zwei schreitenden roten Löwen, der obere nach links gewendet.

## Sehenswürdigkeiten

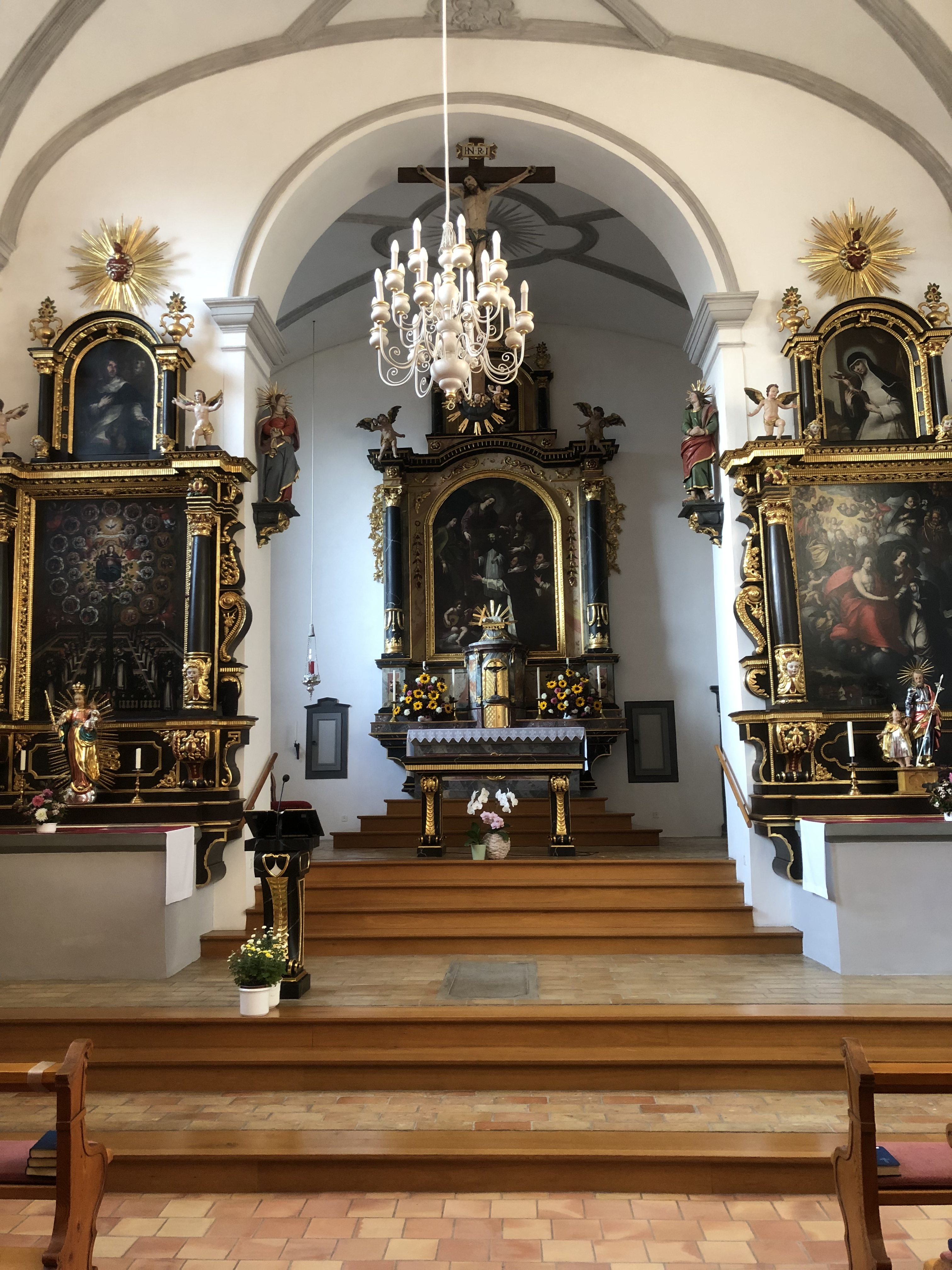
Dominikanerkirche „Maria Zuflucht“

- Die Kirche des Dominikanerinnenklosters Maria Zuflucht wurde 1688 erbaut und enthält eine reiche Innenausstattung. Schon im 9. Jahrhundert bestand hier eine Gemeinschaft von Beginen. Die Schwestern schlossen sich 1256 dem Dominikanerorden an. 2021 besteht die Gemeinschaft aus 8 Schwestern und einer Terziarin.[9]
- Etwas erhöht liegt die Heiligkreuzkirche (Bühlkirche) aus dem 15. Jahrhundert. Die ursprünglich romanische Anlage wurde im Lauf der Zeit mehrmals umgebaut. Die Innenausstattung enthält Werke aus der Gotik bis ins 19. Jahrhundert.[10]
- Neben der Heiligkreuzkirche liegt die evangelisch-reformierte Zwinglikirche.
- Die Pfarrkirche St. Martin im Ortsteil Fli aus dem 13. Jahrhundert wurde 1823 klassizistisch umgestaltet.
- Das Ortsmuseum im Städtli wurde im September 2010 eröffnet.
- Das Hotel Schwert existiert seit 1523 und ist angeblich der älteste bekannte Gasthof am Walensee. Das heutige klassizistische Aussehen erhielt das Gebäude 1830.

## Verkehr

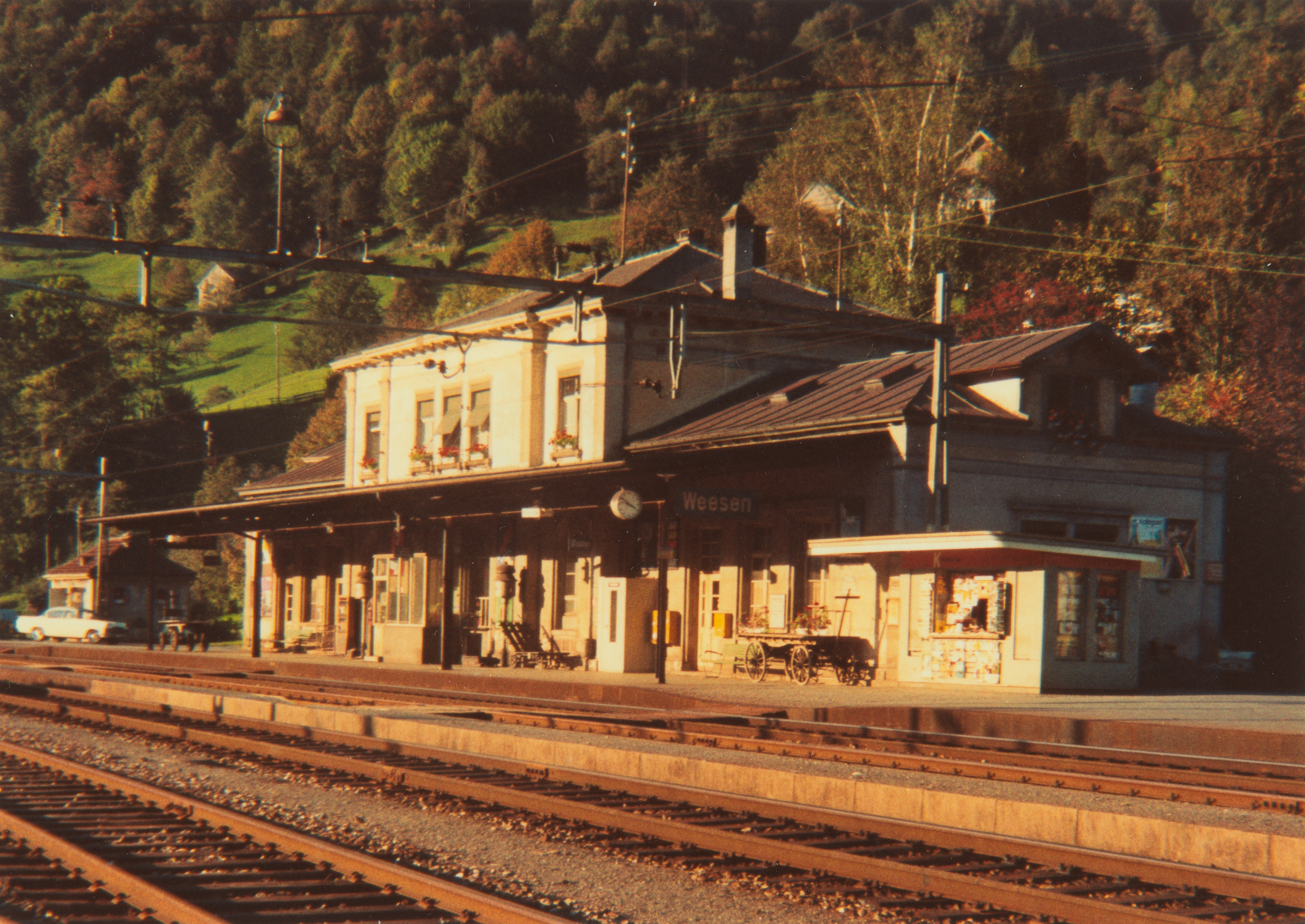
Der 1969 verlegte Bahnhof

Mit der Eisenbahnanbindung 1859 (Eröffnung der Bahnstrecke Wald–Rapperswil–Ziegelbrücke und weiter nach Glarus, siehe Bahnstrecke Weesen–Linthal) wurde Weesen für die Touristen interessant. Damals lag der Bahnhof in einer engen Kurve der entstehenden Bahnstrecke Ziegelbrücke–Chur. Die Kondukteure sahen jeweils nicht an das andere Ende der Züge; und so kam es oft zu Personenunfällen, da Leute auf den Trittbrettern standen, wenn die Züge losfuhren. Der Bahnhof lag später links des Linthkanals auf dem Gemeindegebiet von Mollis/GL, wurde aber Ende 2013 stillgelegt.
Der Kern des Städtchens sowie der Weiler Fli im Osten werden vom Autobetrieb Weesen-Amden bedient. In Weesen gibt es eine Schiffstation für Personenschiffe.
Den Individualverkehr versucht man durch ein Parkiersystem aus dem Ortskern fernzuhalten. Die Verbindung nach Amden über eine Bergstrasse verläuft durch Weesen, erschlossen unter anderem durch einen öffentlichen regionalen Busbetrieb.

## Persönlichkeiten
- Katharina von Zimmern (1478–1547), letzte Äbtissin des Zürcher Fraumünsters, lebte zwischen 1488 und 1491 im Schlössli unterhalb der Bühlkirche Weesen
- Huldrych Zwingli (1484–1531), Zürcher Reformator, lebte von 1489 bis 1494 in der Kaplanei unterhalb der Bühlkirche Weesen
- Max Bolliger (1929–2013), Schriftsteller und Kinderbuchautor, lebte in Weesen
- Paul Suso Holdener (1930–2005), Ordensgeistlicher
- Walter Hauser (1957–2022), Jurist, Schriftsteller und Journalist, lebte zuletzt in Weesen
- Tino Kessler (* 1996), Eishockeyspieler

## Bevölkerung und Bildergalerie
| Jahr      | 1850 | 1900 | 1950 | 1980 | 2000 | 2010   | 2015   | 2019   |
| Einwohner | 642  | 741  | 1209 | 1194 | 1422 | 1537   | 1595   | 1717   |
| Quelle    |      |      |      |      |      | [ 12 ] | [ 12 ] | [ 12 ] |

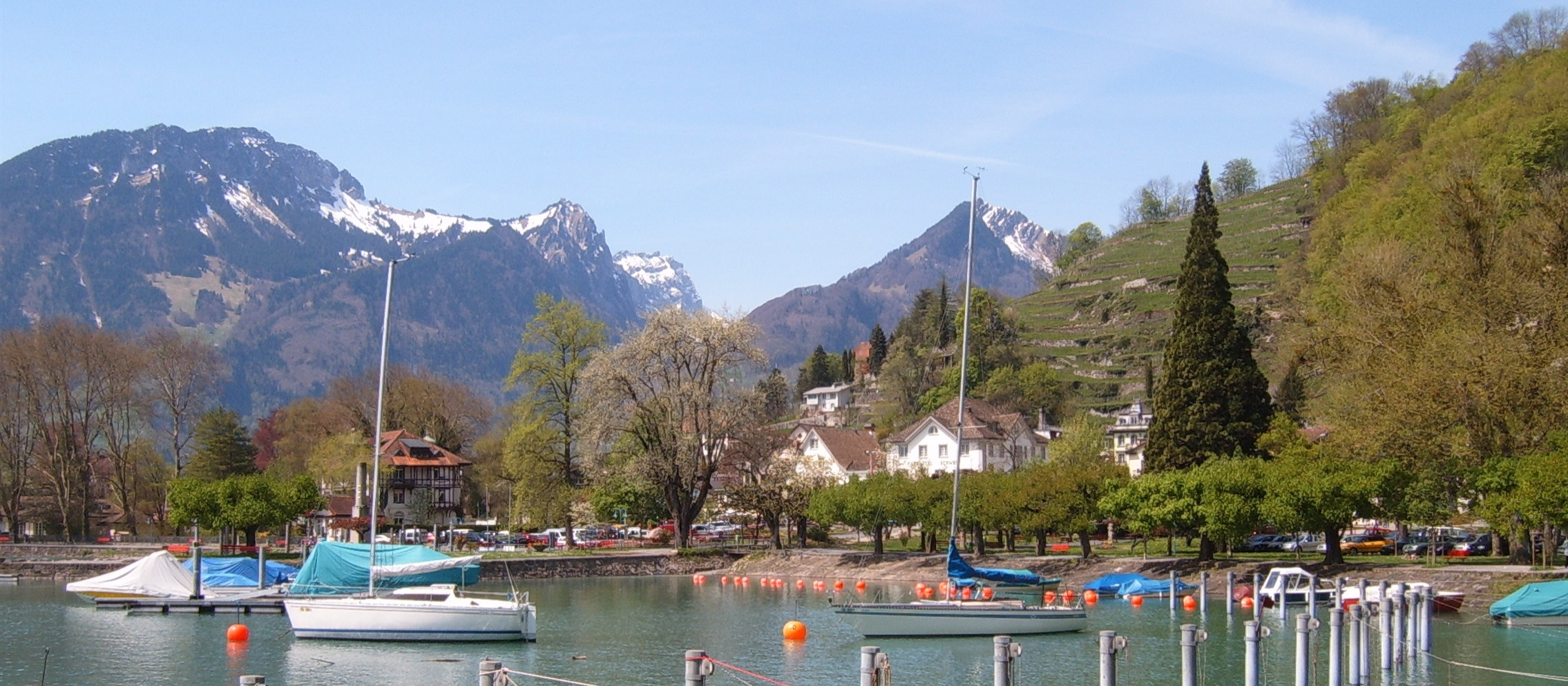
Am Hafen
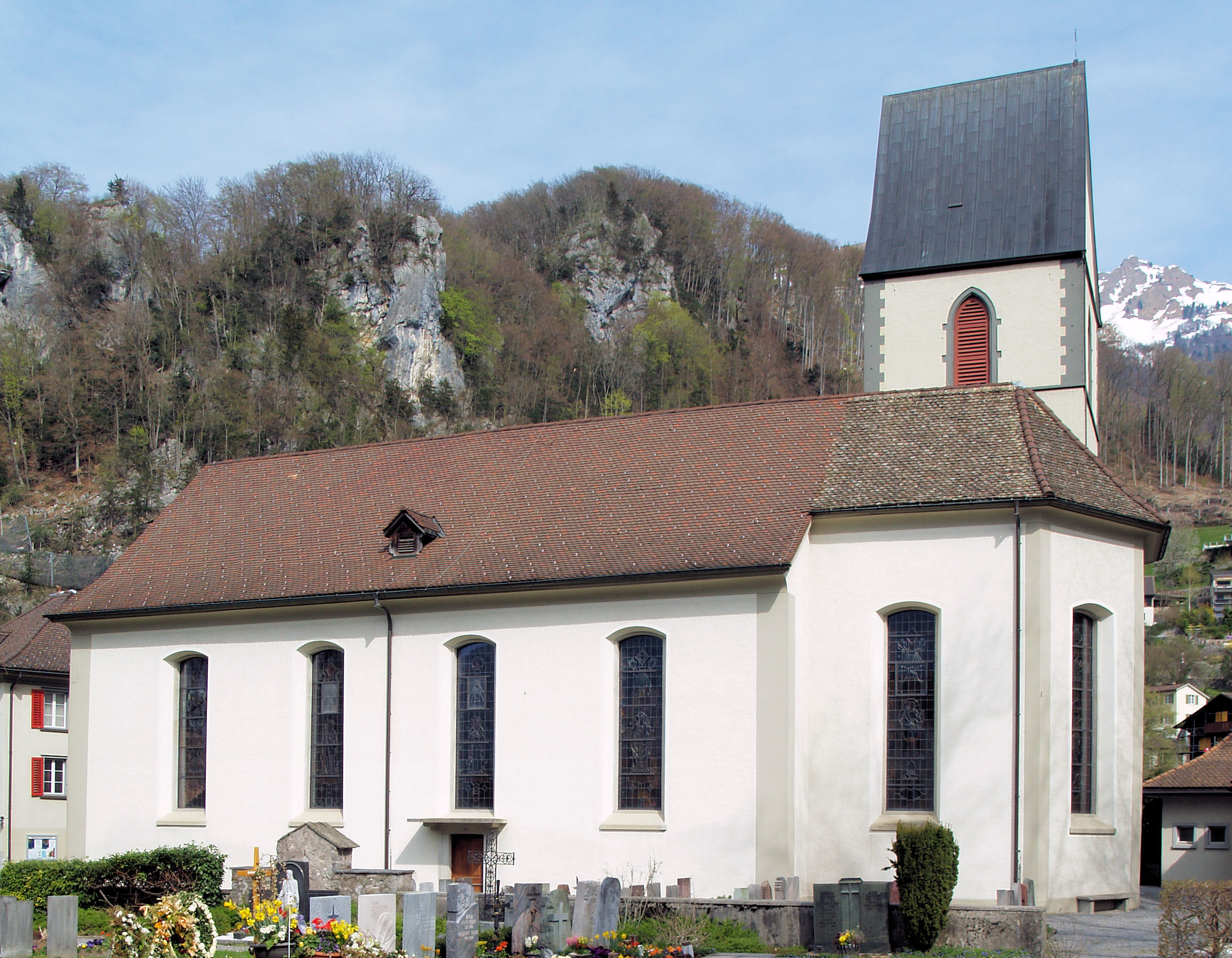
Die kath. Pfarrkirche St. Martin, Ersterwähnung 13. Jahrhundert
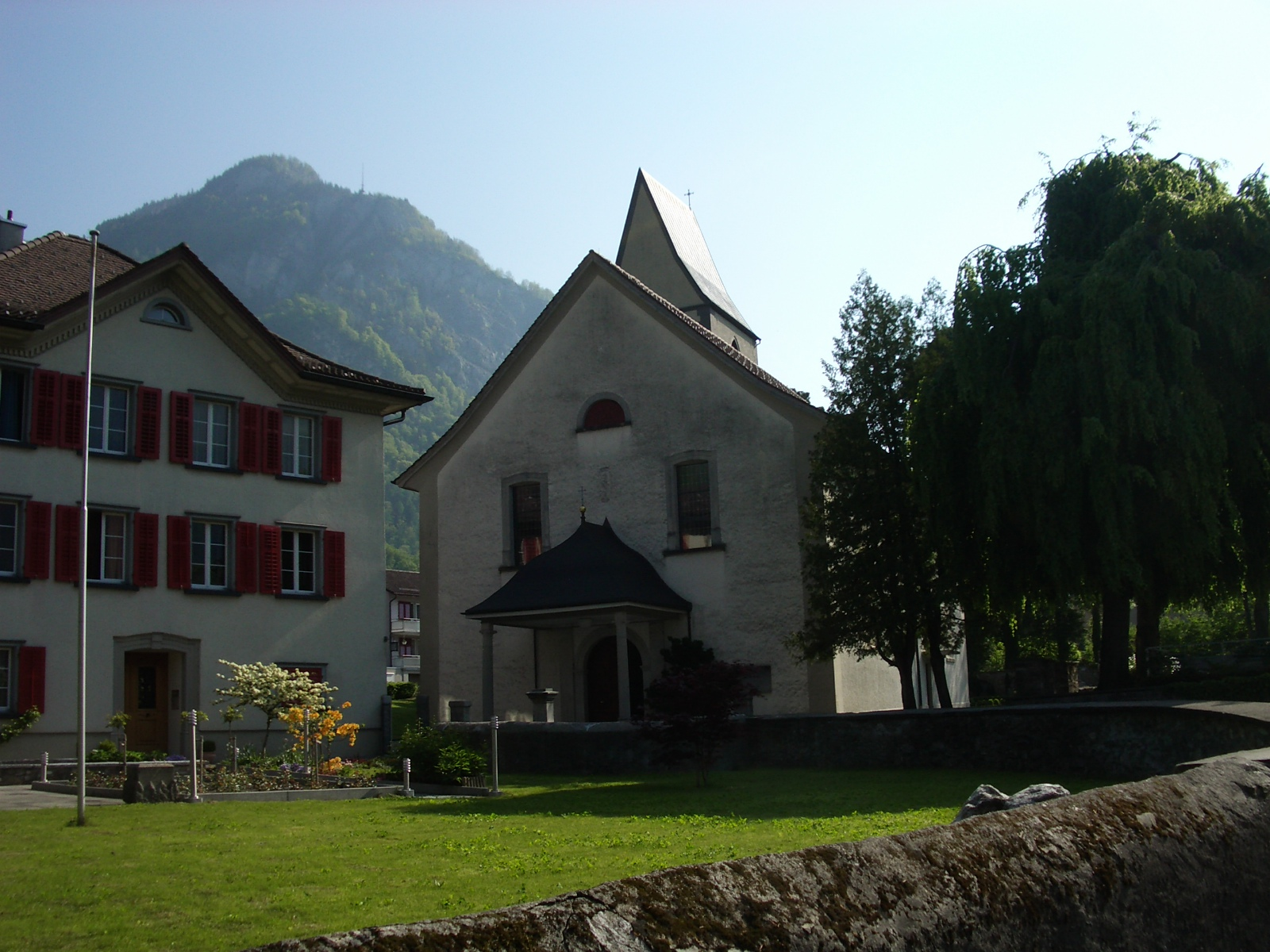
Pfarrkirche St. Martin, Ansicht vom Osten
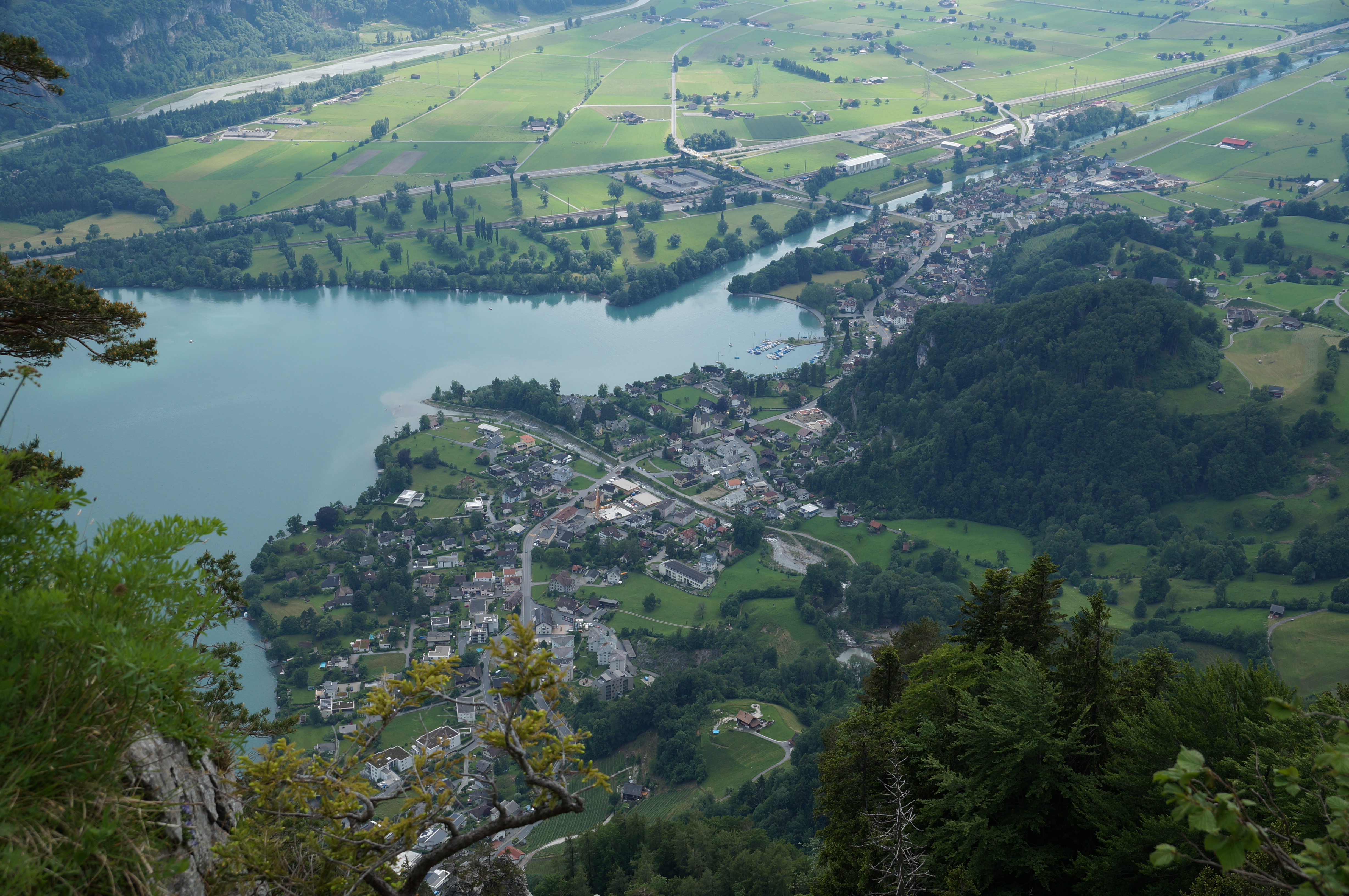
Blick von Amden
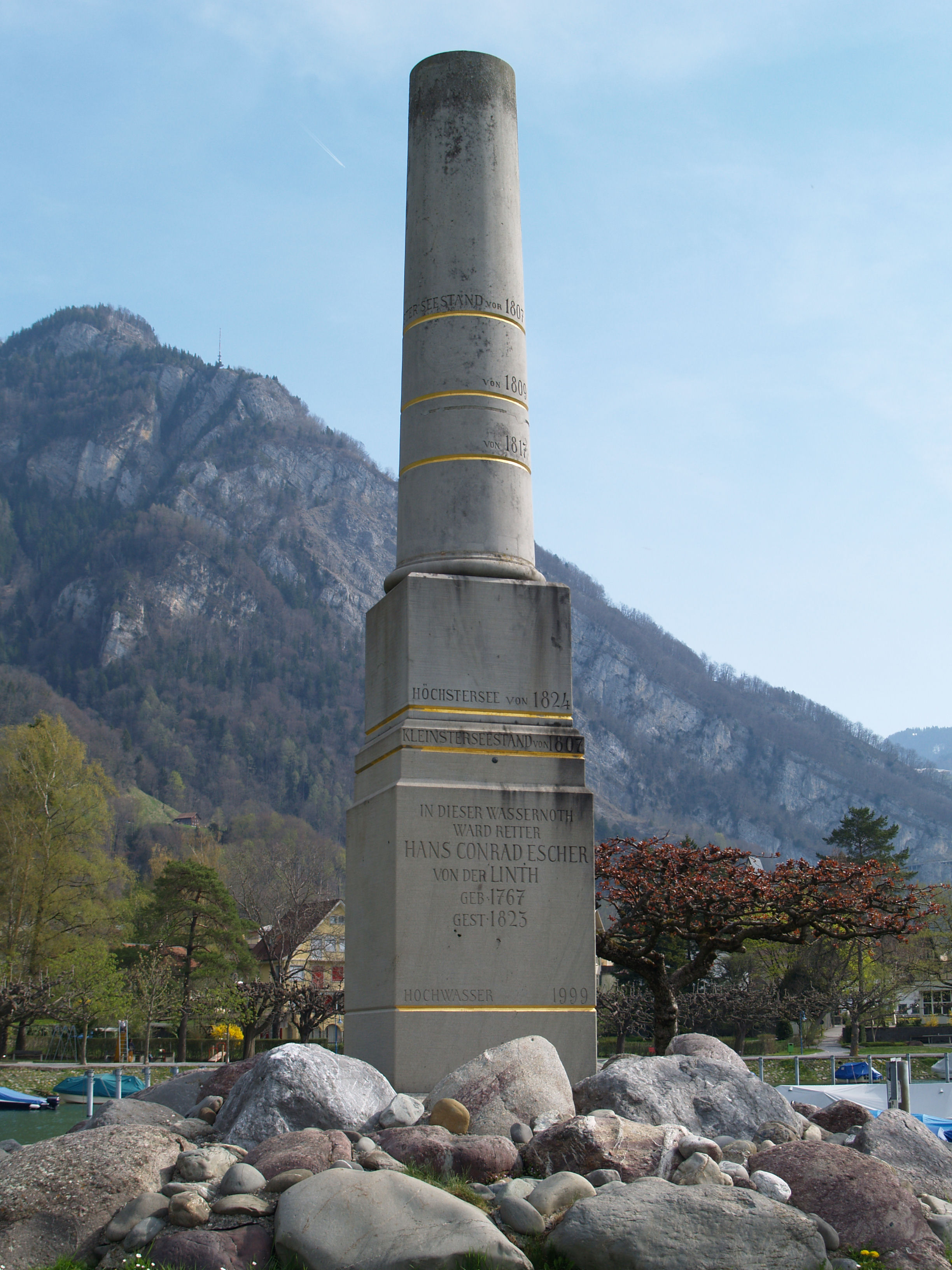
Die Wasserstandsäule im Hafen
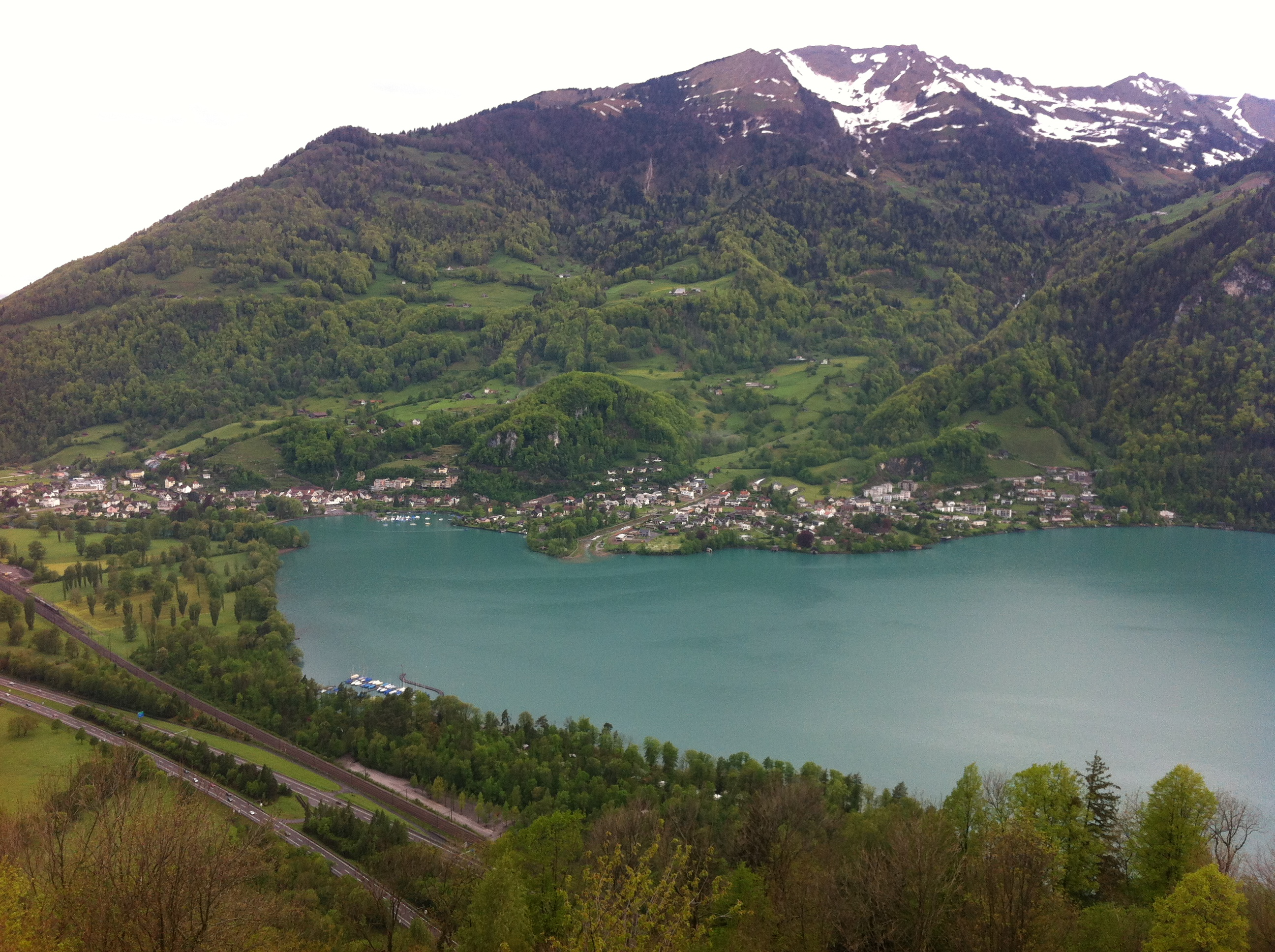
Blick vom Hotel Römerturm in Filzbach
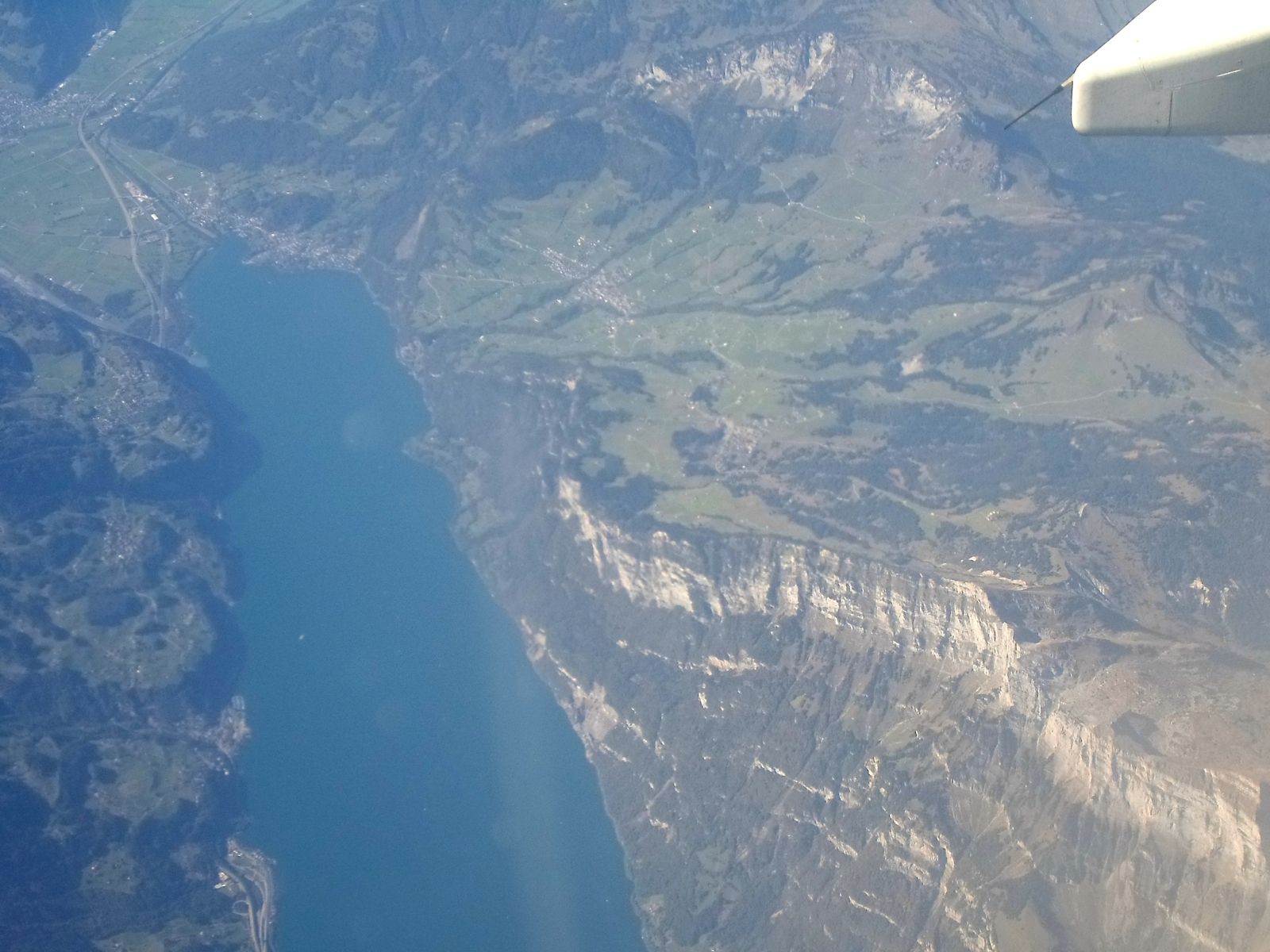
Weesen am Seeufer aus der Luft
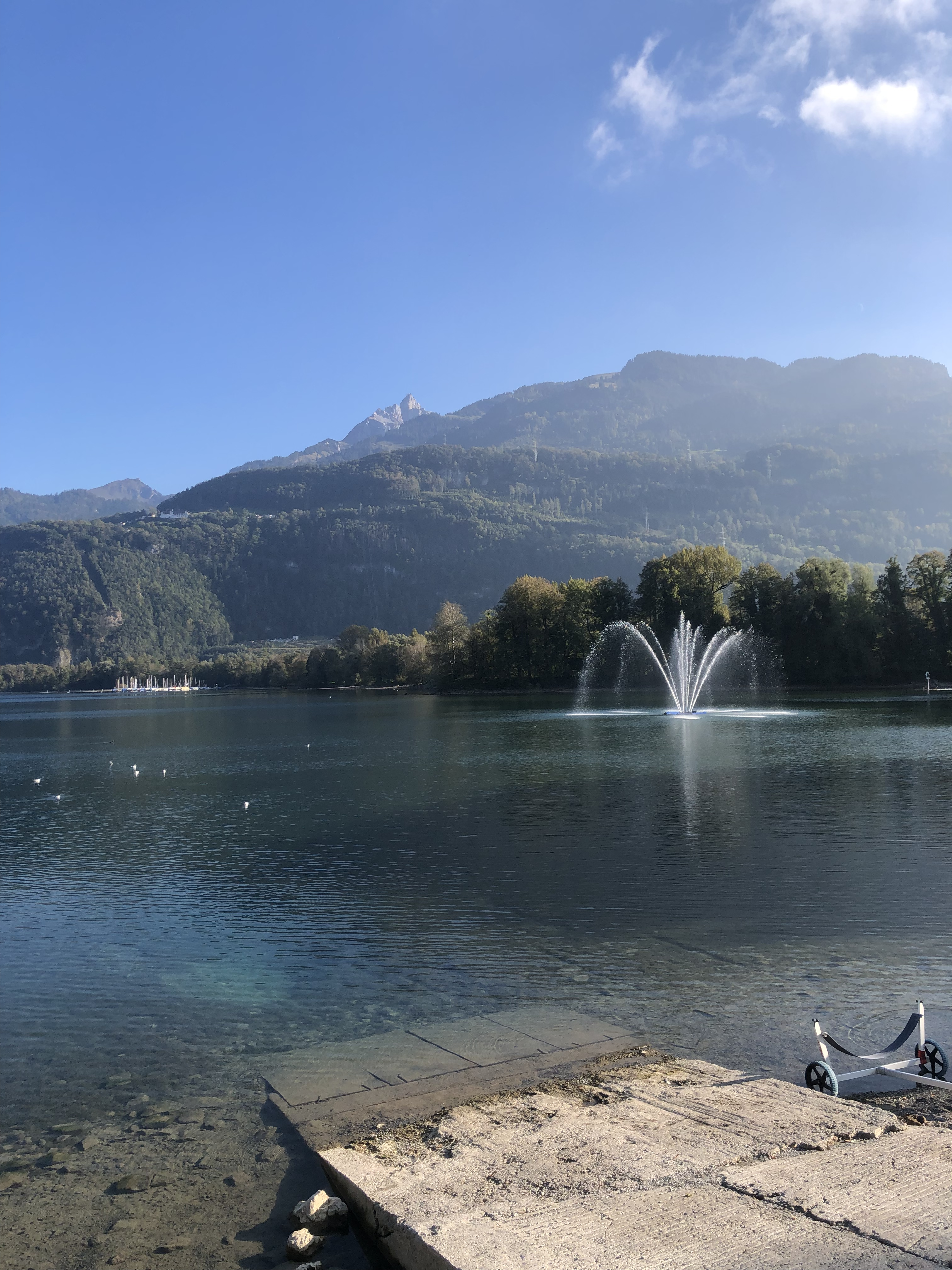
Fontäne im Walensee
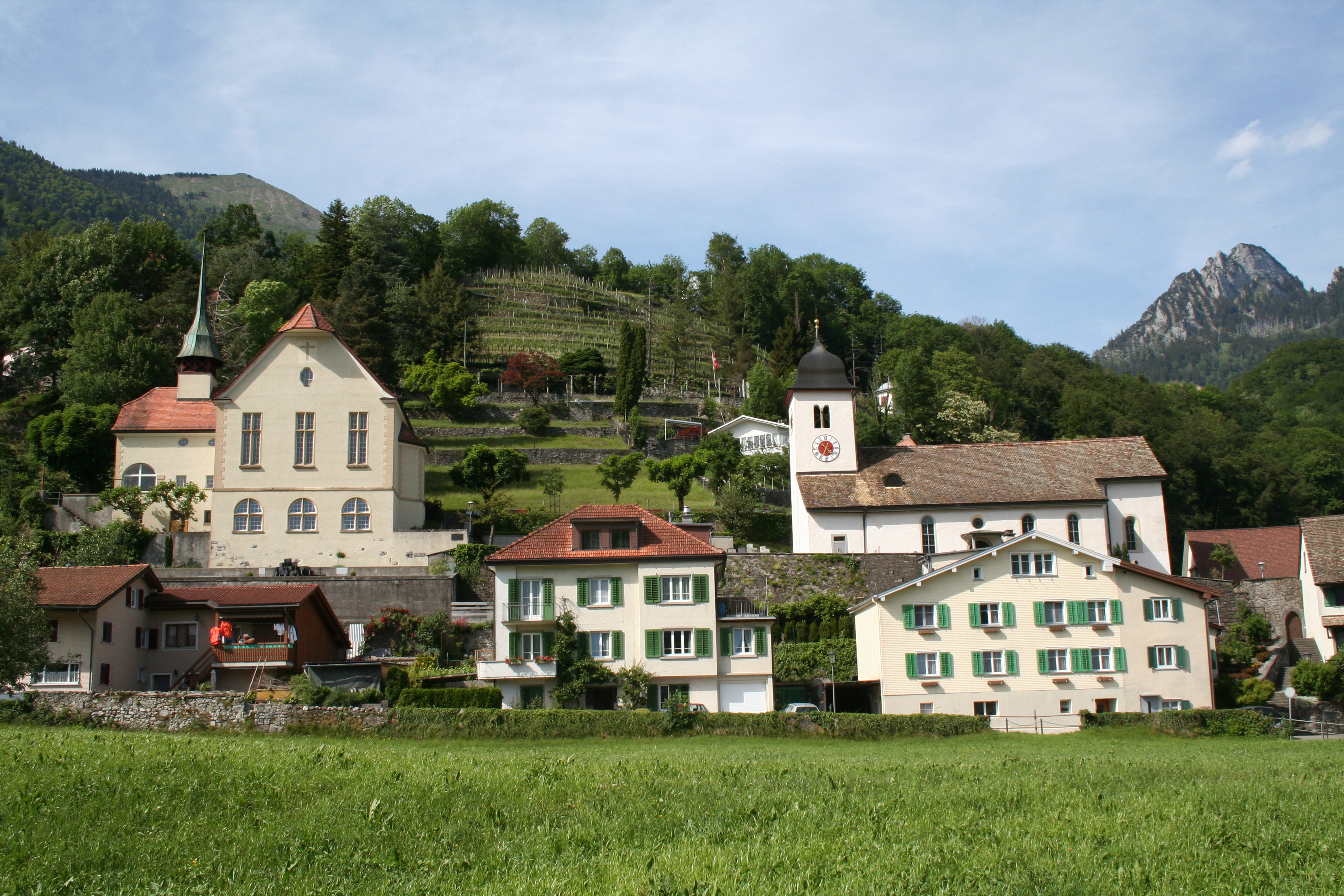
am Büel in Weesen mit Zwinglikirche und Bühlkirche
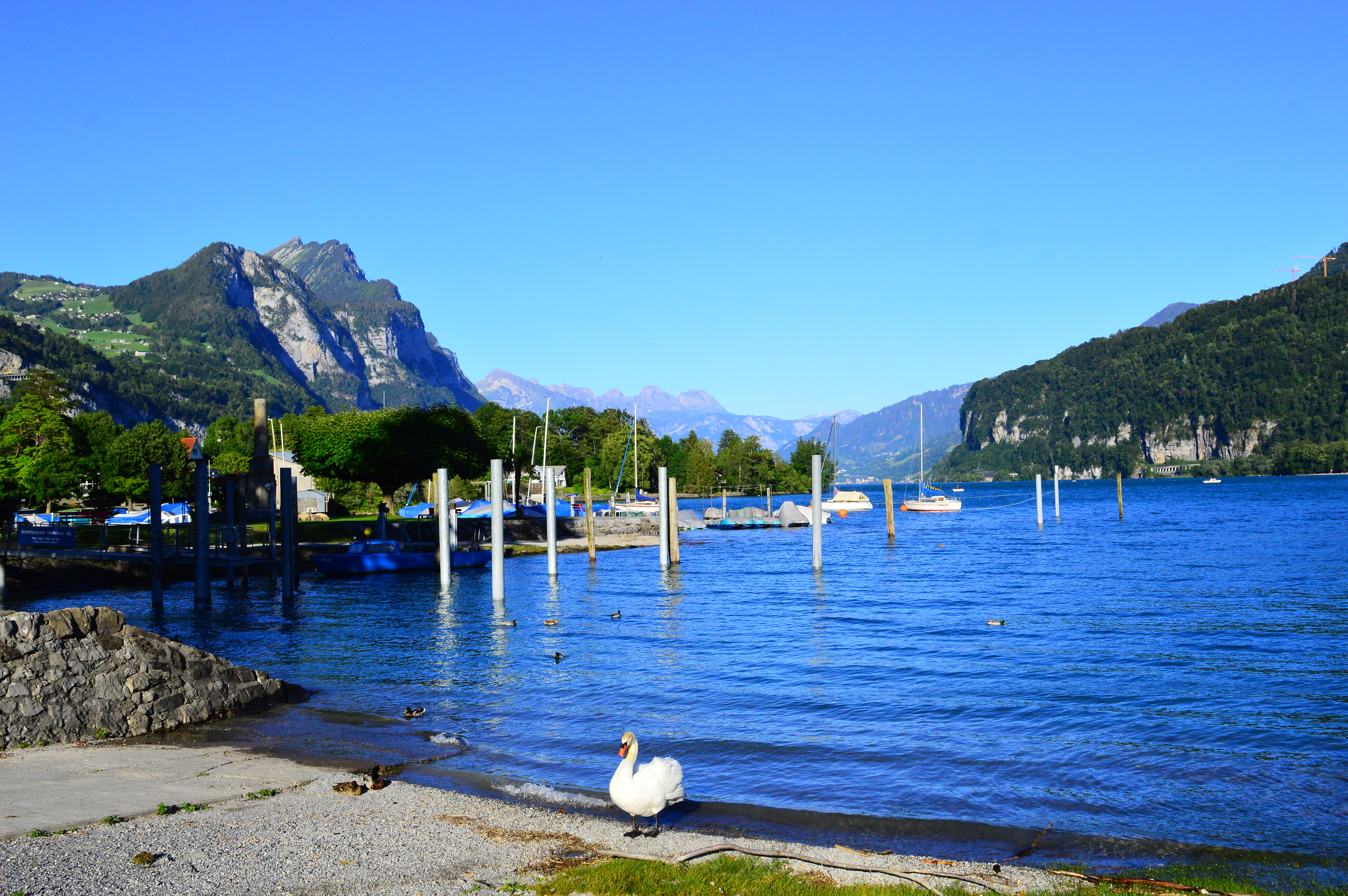
Walensee: Blick von Weesen nach Osten
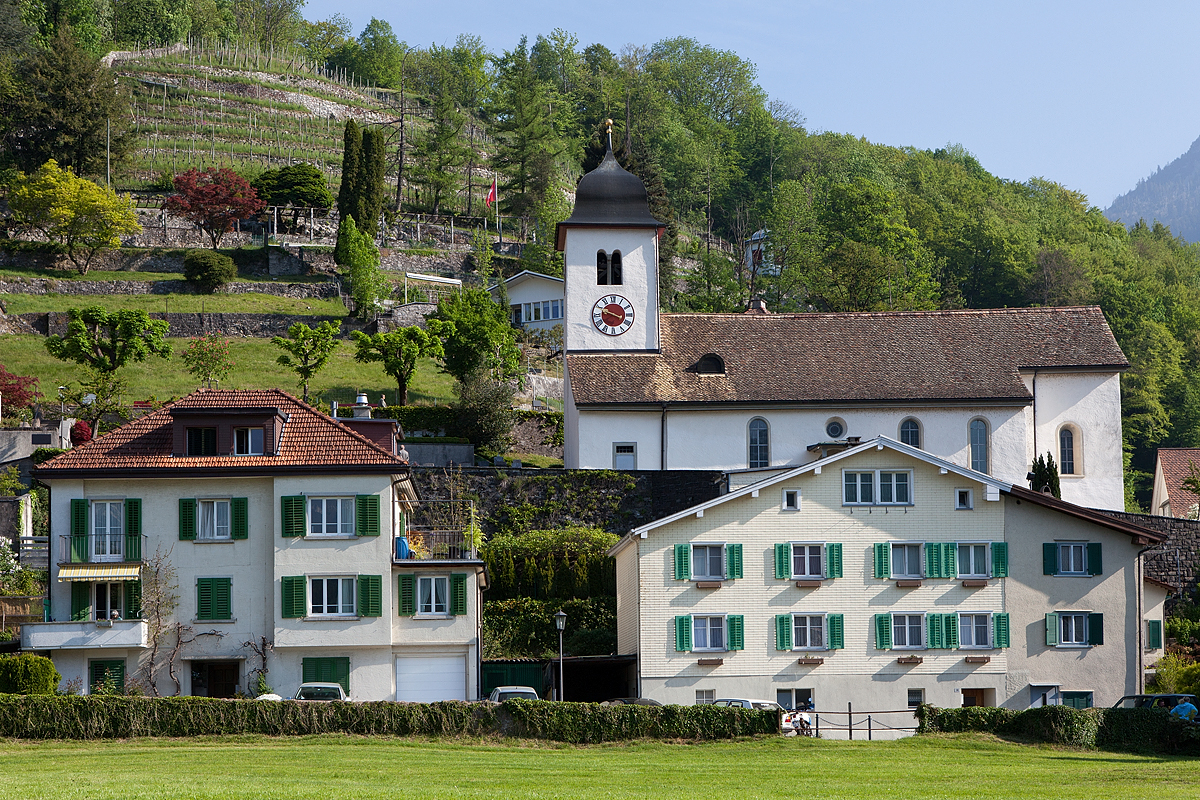
Bühlkirche
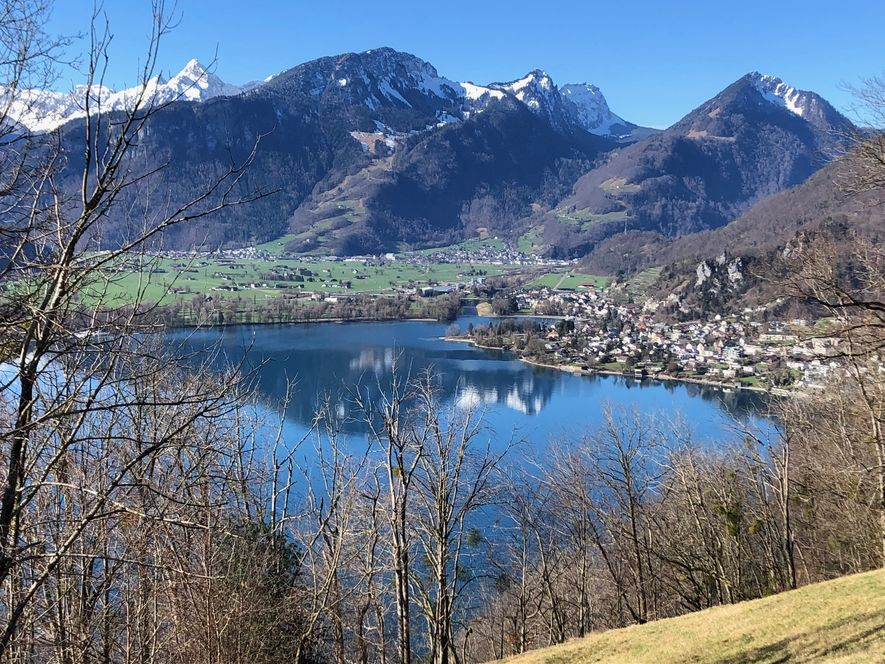
Walensee mit der Seegemeinde Weesen von Lehni bei Amden gesehen